# Nuova Nardò Calcio 1997-1998
Questa voce raccoglie le informazioni riguardanti  la Nuova Nardò Calcio nelle competizioni ufficiali della stagione 1997-1998.

## Risultati

### Campionato

#### Poule scudetto
| Arbitro: | Palanca (Roma) |

|                            |           |  |
| Sparacio Pannitteri Criaco | Marcatori |  |

| Nardò 20 maggio 1998, ore 16:30 CEST 2ª giornata | Nardò                      | 0 – 0 | Giugliano | Stadio Granata\| Arbitro: \| Santucci (Reggio Calabria) \| |
| Arbitro:                                         | Santucci (Reggio Calabria) |       |           |                                                            |